# Traduccions de l'Alcorà
Les traduccions de l'Alcorà són interpretacions de les escriptures de l'Islam en altres idiomes que no siguin l'àrab. L'Alcorà ha estat traduït a la majoria dels principals idiomes africans, asiàtics i europeus.

## Introducció

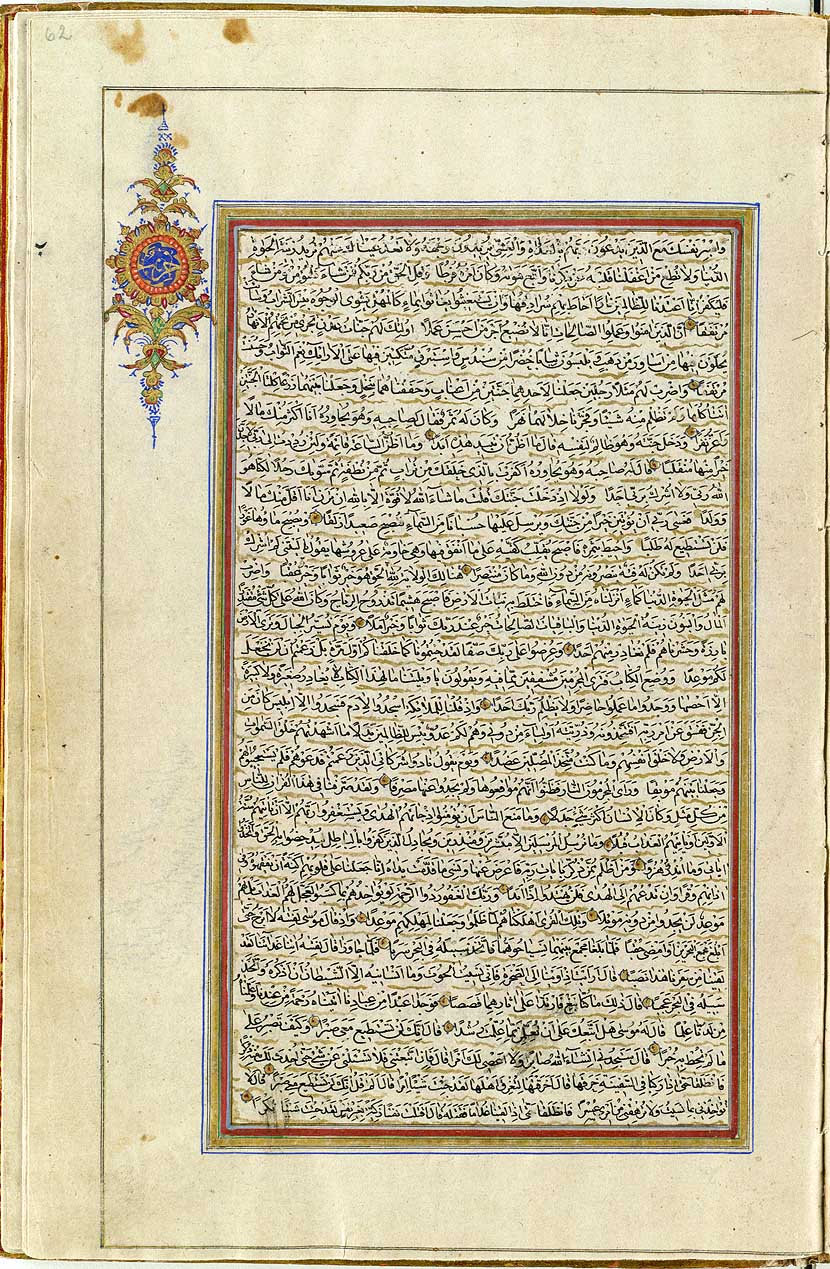
Imatge d'un Alcorà en àrab de 1874

L'Alcorà és l'escriptura sagrada de l'islam que conté les revelacions del profeta Mahoma. Entre els anys 610 i 632, aquest va proclamar a la Meca i a Medina el missatge profètic que ha quedat plasmat a l'Alcorà. Segons el seu propi testimoni, l'Alcorà va ser transmès al profeta directament per Déu a través de l'arcàngel Gabriel. Així doncs, és la paraula de Déu feta llibre i, per aquest motiu, els musulmans el consideren un llibre sagrat.
A diferència de la Bíblia hebrea, l'Alcorà no és una recopilació d'escrits diversos sinó que es tracta d'un llibre únic, transmès per un sol profeta al llarg de vint-i-cinc anys i, per tant, coherent i homogeni tot i les diferències temporals i estilístiques. El text global de l'Alcorà va ser recollit en un sol volum uns deu anys més tard de la mort del profeta per ordre del califa Uthman ibn Affan, gendre i company de Mahoma. Posteriorment, va ser ordenat (tenint en compte principalment l'extensió) en cent catorze seccions a les quals es dona el nom de sura i que, al seu torn, es componen de versicles, les aleies.
Es considera que l'Alcorà és l'obra en prosa escrita en àrab més antiga, i la seva contribució a la difusió d'aquesta llengua i a la seva escriptura és innegable.

## Problemes que planteja la traducció de l'Alcorà
La traducció de l'Alcorà sempre ha estat un tema problemàtic i difícil en la teologia islàmica. Els musulmans el veneren com a miraculós i inimitable (i'jaz al-Qur'an), i argumenten que el text de l'Alcorà no pot ser reproduït en un altre idioma o forma. D'altra banda, una paraula en àrab, de la mateixa manera que una paraula en hebreu o en arameu, pot tenir gran varietat de significats, depenent del context en què es trobi. Aquesta és una característica present en totes les llengües semítiques que no es dona en altres llengües més analítiques com l'anglès, el llatí o les llengües romàniques, i fa encara més difícil una traducció acurada.

## Primeres traduccions
La primera traducció de l'Alcorà s'atribueix a Salman el Persa, company de Mahoma, que va traduir a la seva llengua la Fatiha, la primera sura, al segle viii dC L'any 956 es du a terme la primera traducció completa de l'Alcorà de l'àrab al persa d'autor desconegut. La primera traducció llatina de l'Alcorà va ser un encàrrec de Pere el Venerable, abat de Cluny, elaborada a la península Ibèrica. El 1142, aprofitant la visita que va fer als nous monestirs cluniacencs que es construïen a la frontera amb els territoris musulmans, Pere el Venerable va concebre un pla de traduccions al llatí d'un seguit de texts islàmics, principalment de l'Alcorà. Va encarregar el treball a Robert de Ketton i Hermann de Carintia, dos especialistes en traduccions de l'àrab. Aquesta primera traducció es va dur a terme els anys 1142 i 1143. Com assenyalen els experts, es tracta d'una traducció tendenciosa amb un clar objectiu de menysprear l'Islam i donar arguments en contra d'aquesta religió. Tot i això, va ser la traducció amb una difusió més àmplia fins que va arribar la de Ludovico Maracci el 1698.

## Traduccions modernes en llengües europees
La primera traducció a una llengua europea moderna va ser la d'Andrea Arrivabene a l'italià, partint de la versió llatina de Robert de Ketton, el 1547. Aquesta traducció es va fer servir com a punt de partida per la primera traducció alemanya de Salomon Schweigger el 1616 que, al seu torn, va servir de base per la primera traducció a l'holandès el 1641.

### Traduccions en català
Tenim notícia de les primeres traduccions de l'Alcorà al català, ara desaparegudes, gràcies a tres documents de l'època de Pere III el Cerimoniós, conservats a l'Arxiu Reial de Barcelona i publicats per Antoni Rubió i Lluch a Documents per la Història de Catalunya medieval (Barcelona IEC, 1908 –facsímil: 2000). Segons aquests documents, Francesc Pons Saclota va traduir l'Alcorà al català, l'any 1382. També sabem que l'any 1384, existia una altra traducció, a Perpinyà, de la qual desconeixem el nom de l'autor. Malauradament, totes dues traduccions van desaparèixer i l'únic rastre que n'ha quedat són els esments en documents contemporanis. Aquestes traduccions desaparegudes, són un reflex del nivell cultura que va assolir la cort catalana durant els regnats de Pere el Cerimoniós i Joan I que la van convertir en una referència per la resta de corts europees.
La primera traducció completa de l'Alcorà en català directa des de l'àrab és obra de Mikel de Epalza, destacat arabista d'origen basc i catedràtic d'Estudis Àrabs i Islàmics de la Universitat d'Alacant amb la col·laboració de Josep Forcadell i Joan M. Perujo. Aquesta obra es va publicar el 2001 i va rebre el Premi Ciutat de Barcelona. La traducció pretén reflectir la bellesa literària i estilística del text original a més de l'element d'oralitat i musicalitat que té encara ara l'Alcorà per la immensa majoria dels creients musulmans. També vol ser una traducció literària sense renunciar al caràcter religiós, la fidelitat al text original, la claredat i l'exactitud en la llengua receptora. A més de la traducció, el volum inclou cinc estudis i una densa bibliografia. El primer dels estudis és de tipus bibliogràfic i permet ampliar els coneixements sobre l'Alcorà. El segon i el tercer, tracten de l'ús del català i la religiositat musulmana en la teologia islàmica, en relació amb la resta de traduccions de l'Alcorà. El quart i el cinquè, estan dedicats a la història i la pràctica de la traducció en llengües hispàniques, i especialment en català.

### Traduccions en espanyol
Al llarg dels anys s'han fet fins a 43 traduccions de l'Alcorà a l'espanyol, moltes de les quals s'han perdut o només ens n'han arribat fragments o referències. De les traduccions completes que s'ha fet directament des del text original en àrab, i que són fàcilment accessibles actualment, trobem, per ordre cronològic:
- Rafael Cansinos Assens (1951)
- Ahmed Abboud i Rafael Castellanos (1953), traducció literal amb comentaris i compendis de les sures.
- Joan Vernet i Ginés (1953)
- Julio Cortés Soroa (1979), amb un índex analític de Jacques Jomier.
- Abdel Ghani Melara Navío (1994)
- Kamel Mustafa Hallak (1998)

### Traduccions en francès

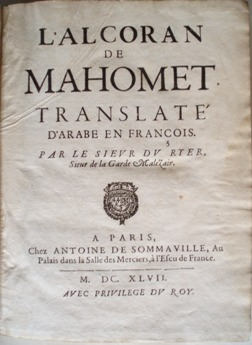
L'Alcoran de Mahomet Traducció d'André Du Ryer. Exemplar de 1647.

Existeixen més de 120 traduccions franceses de l'Alcorà. La més antiga, de 1647, va ser realitzada per André du Ryer, cònsol de França a Alexandria, i va servir com a base per traduccions a altres llengües europees: l'anglesa d'Alexander Ross el 1649, l'holandesa de Glazemaker i la versió alemanya de Lange.
Les traduccions franceses contemporànies es poden classificar en dos grans grups: les obres de traductors creients, principalment destinades als musulmans francòfons, i aquelles destinades al públic en general. La traducció de Denise Masson (Gallimard, 1967) és actualment la que gaudeix d'una major difusió. Tot i ser d'orientació no confessional, va rebre l'aprovació de moltes autoritats islàmiques, entre elles la de la mesquita del Caire. Les traduccions més destacables són les següents:
Traduccions fetes per musulmans
- Muhammad Hamidullah (1908-2002), erudit d'origen indi que va viure a França del 1948 al 1996. A més de ser el primer musulmà a traduir l'Alcorà al Francès va escriure una biografia sobre el Profeta.
- Cheikh Si Hamza Boubakeur (1912-1995), la seva traducció, publicada el 1972, va ser revisada el 1978 i s'ha reeditat moltes vegades, la darrera el 1995.
- Sadok Mazigh nascut a Tunis el 1906. Escriptor reconegut al seu país, de la seva traducció destaquen la qualitat i l'estil.

Entre les traduccions més recomanades i difoses entre els musulmans practicants francòfons destaquen les del Dr. Salah Ed-Dine Kechrid (tunisià, nascut el 1924), i la de Cheikh Boureima Abdou Daouda, rector de la mesquita de Niamey (Nigèria). Les seves traduccions són molt literals i les notes que acompanyen alguns versicles mostren, de vegades, una actitud antisemita.
Traduccions «laiques»
- Albert de Biberstein Kasimirski o Kazimirski (1808-1887), d'origen hongarès. Encarregat de revisar la segona traducció de l'Alcorà al francès, la de Savary (1783), va fer la seva pròpia traducció el 1840. Com totes les traduccions del segle xix i principis del segle xx, no pretén seguir l'original àrab. Malgrat les crítiques que ha rebut aquesta traducció, és reeditada constantment.
- Régis Blachère, (1900-1973), publicada en tres volums (1947, 1951, 1957). És una edició crítica amb gran quantitat de notes que justifiquen les decisions de l'autor en els termes complicats i inclou una important introducció. Fidel a la llengua àrab, és una traducció adreçada a especialistes de l'islam.
- Denise Masson (Gallimard, 1967), la versió de l'Alcorà més difosa de totes les traduccions franceses.
- Jean Grosjean. Va traduir l'Alcorà (1979), els evangelis i va escriure el prefaci a la traducció de Danielle Masson. La seva versió de l'Alcorà en una llengua molt poètica va ser revisada per l'Institut de recerca islàmic d'al-Azhar.
- Jacques Berque (1910-1995), gran orientalista francès nascut a Algèria. La seva traducció de l'Alcorà, molt destacable, va ser el resultat de 16 anys de recerca. Aquesta traducció és d'accés difícil a causa del nivell de cultura islàmica exigit per comprendre el text i l'estil que pretén retrobar la bellesa de l'àrab Alcorànic i la seva prosa assonant.
- André Chouraqui, nascut a Algeria el 1917, instal·lat a Israel des del 1957, va fer una traducció remarcable de la Bíblia que buscava de restitució del sentit i la força de les arrels semítiques dels mots. Va encarar la traducció de l'Alcorà amb aquesta mateixa intenció.[12]

### Traduccions en anglès
La producció de traduccions de l'Alcorà en llengua anglesa és molt àmplia. Algunes d'elles, com la primera que va fer Alexander Ross (1649) a partir de la versió francesa de Du Ryer, parteixen d'una llengua diferent a l'àrab. D'altres, com la de George Sale (1734), es van fer directament des d'aquesta llengua. John Medows Rodwell va fer una traducció el 1861 que va ser utilitzada posteriorment com a base d'algunes traduccions a altres idiomes com el japonès i el xinès. Igual com passa en altres llengües, les primeres traduccions a l'anglès contenien un gran nombre d'errors de traducció i sovint es feien amb l'objectiu de desprestigiar l'Islam.
Algunes de les traduccions més destacables són les següents:
- Dr. Mirza Abul Fazl (1910) The Qur'an apareix el 1910, primer musulmà en traduir l'Alcorà a l'anglès en una versió que contenia també el text en àrab i que estava disposada en ordre cronològic.
- Ahmadi Maulana Muhammad Ali (1917), conté algunes parts que són rebutjades per la gran majoria de musulmans a causa de la seva interpretació poc ortodoxa.
- Muhammad Marmaduke Pickthall (1930), anglès convertit a l'Islam, fa una traducció literal considerada la més acurada.[13]
- Abdullah Yusuf Ali (1934), la seva traducció conté una gran quantitat d'anotacions explicatives. Ha estat reeditada més de 30 vegades en diverses editorials i és una de les més populars entre els musulmans de parla anglesa, conjuntament amb la traducció de Pickthall i la promoguda per l'Aràbia Saudita de Hilali-Khan.[14]
- Arthur Arberry (1955), es manté com la versió estàndard pels erudits i és molt utilitzada pels acadèmics.[14]
- Dr. Hashim Amir Ali (1974), The Message of the Qur'an: Presented in Perspective.
- Muhammad Asad (1980), The Message of The Qur'an, jueu convertit a l'Islam.
- Ahmed Ali (1984), Al-Qur'an: A Contemporary Translation, reeditada per diverses editorials és molt valorada pels estudiosos gràcies la intenció de reproduir el ritme i la cadència de l'original àrab.
- Dr. Rashad Khalifa (1989), Qur'an: The Final Testament.
- Muhammad Khalilur Rahman (1991), The Clarion Call Of The Eternal Qur-aan'.
- El 1996 el govern d'Aràbia Saudita va finançar "the Hilali-Khan Qur'an" que va ser distribuïda arreu del món com a mostra de la seva particular interpretació.
- Maulana Wahiduddin Khan (2009), The Quran: Translation and Commentary with Parallel Arabic Text. Considerada com la més fàcil d'entendre gràcies a l'anglès modern i simple que utilitza.
- Laleh Bakhtiar (2007), The Sublime Quran, única traducció feta per una dona americana.

## Llengües asiàtiques i africanes

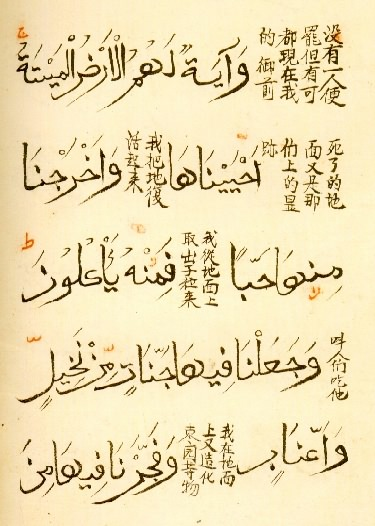
Edició bilingüe d'una traducció xinesa de l'Alcorà

L'Alcorà ha estat traduït a gran quantitat de llengües, entre les quals trobem les d'origen asiàtic i africà.
La primera traducció al japonès la va fer Sakamoto Ken-ichi el 1920 a partir de la versió anglesa de Rodwell. El 1938, Takahashi Goro, Ahmad Bunpachiro i Mizuho Yamaguchi van fer la segona traducció a aquesta llengua. La primera versió des de l'àrab la va realitzar Toshihiko Izutzu el 1950. Posteriorment hi ha traduccions elaborades els anys 1950, 1970 i 19872 per diversos autors.
En xinès, la primera traducció va ser obra de Yusuf Ma Dexin. La primera traducció completa a aquesta llengua va aparèixer el 1927 tot i que l'Islam havia estat present a la Xina des de la Dinastia Tang (618-907). Va ser obra d'un autor no musulmà que va traduir des de la versió anglesa de Rodwell, com en el cas de la primera traducció japonesa. La primera traducció feta per un musulmà va veure la llum el 1932, obra de Wáng Jingzhai.
L'Alcorà s'ha traduït a altres llengües asiàtiques com l'urdú, l'acehnès, el buginès, el javanès, el sundanès i l'indonesi.
Pel que fa a les llengües africanes, existeixen traduccions al suahili i al hausa, entre d'altres.